# Vredewolt

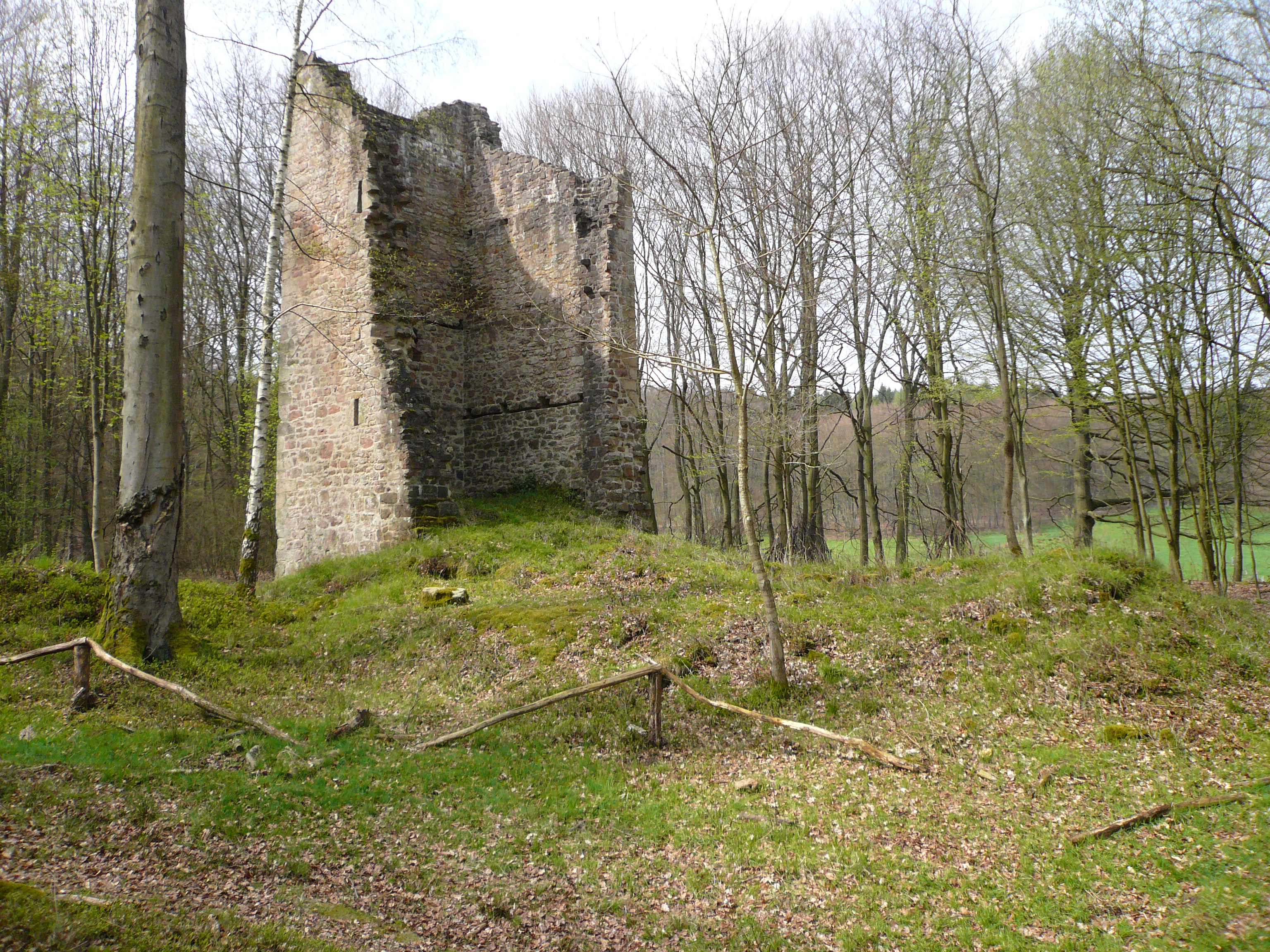
Kirchenruine Vredewolt

Vredewolt ist eine wüst gefallene mittelalterliche Siedlung bei Hettensen in Niedersachsen, die etwa vom 12. bis zum 15. Jahrhundert bestand. Als einziger baulicher Rest hat sich ein Teil des Kirchturms der früheren Wehrkirche erhalten.

## Lage und Beschreibung
Die Wüstungsstelle befindet sich 2,6 Kilometer westnordwestlich von Hettensen im Staatsforst Hardegsen im Quellgebiet der Schwülme.

### Siedlung

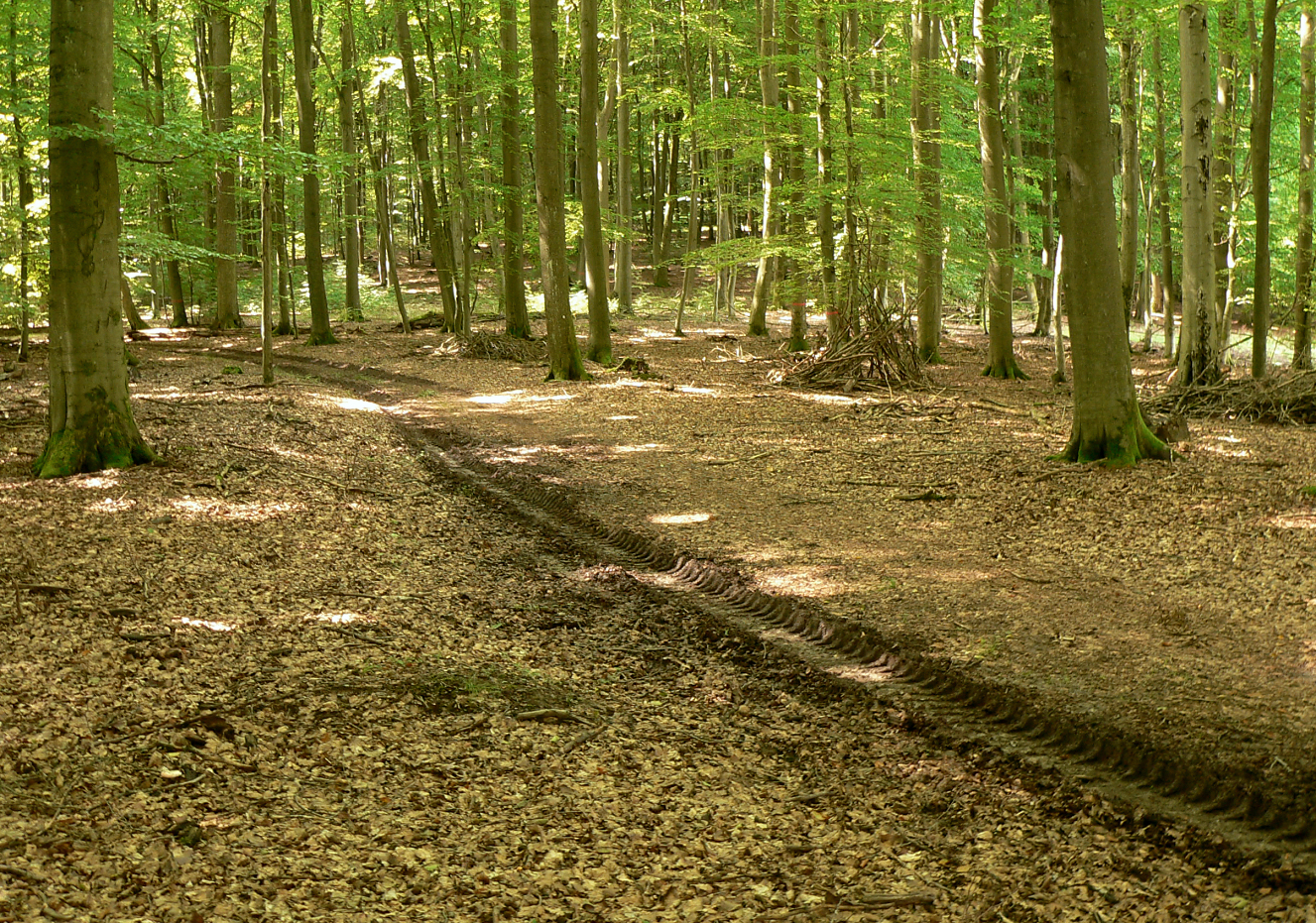
Der frühere Siedlungsbereich, heute bewaldet

Von der Siedlung sind nur wenige Relikte, wie Hohlwegspuren, erhalten geblieben. Auf einer Fläche von etwa 180 × 140 Meter finden sich noch Siedlungsspuren.

### Kirche
Von der Kirche sind noch drei Seiten des Kirchturmes bis etwa 12 Meter Höhe erhalten sowie der Schuttberg des Kirchenschiffs. Der Kirchturm maß etwa 6 mal 6 Meter und hatte unten eine Mauerstärke von etwas über einem Meter. Das Erdgeschoss des Turmes ist verschüttet, darüber sind an den Löchern und Mauerabsätzen für die ehemaligen Balkenlagen noch vier Geschosse sowie der Ansatz eines fünften Geschosses zu erkennen, so dass eine Gesamthöhe von etwa 18 bis 19 Meter angenommen werden kann. Der Turm besitzt statt Fenstern auf der West- und Südseite schmale Mauerschlitze, die den Wehrcharakter der Kirche verdeutlichen. Die Gesamtlänge der Kirche betrug etwa 17 Meter. Das Kirchenschiff hatte die gleiche Breite wie der Turm und einen geraden Ostabschluss.
Die Wehrkirche war zusätzlich mit einem heute noch gut erkennbaren Graben mit einer Ausdehnung von 65 × 55 Meter umwehrt, der wahrscheinlich auf der Innenseite durch Palisaden oder eine ähnliche Befestigung verstärkt war. Innerhalb des Grabens befinden sich außer der Kirchenruine noch einige Hügel, an deren Stellen möglicherweise früher Gebäude gestanden haben.

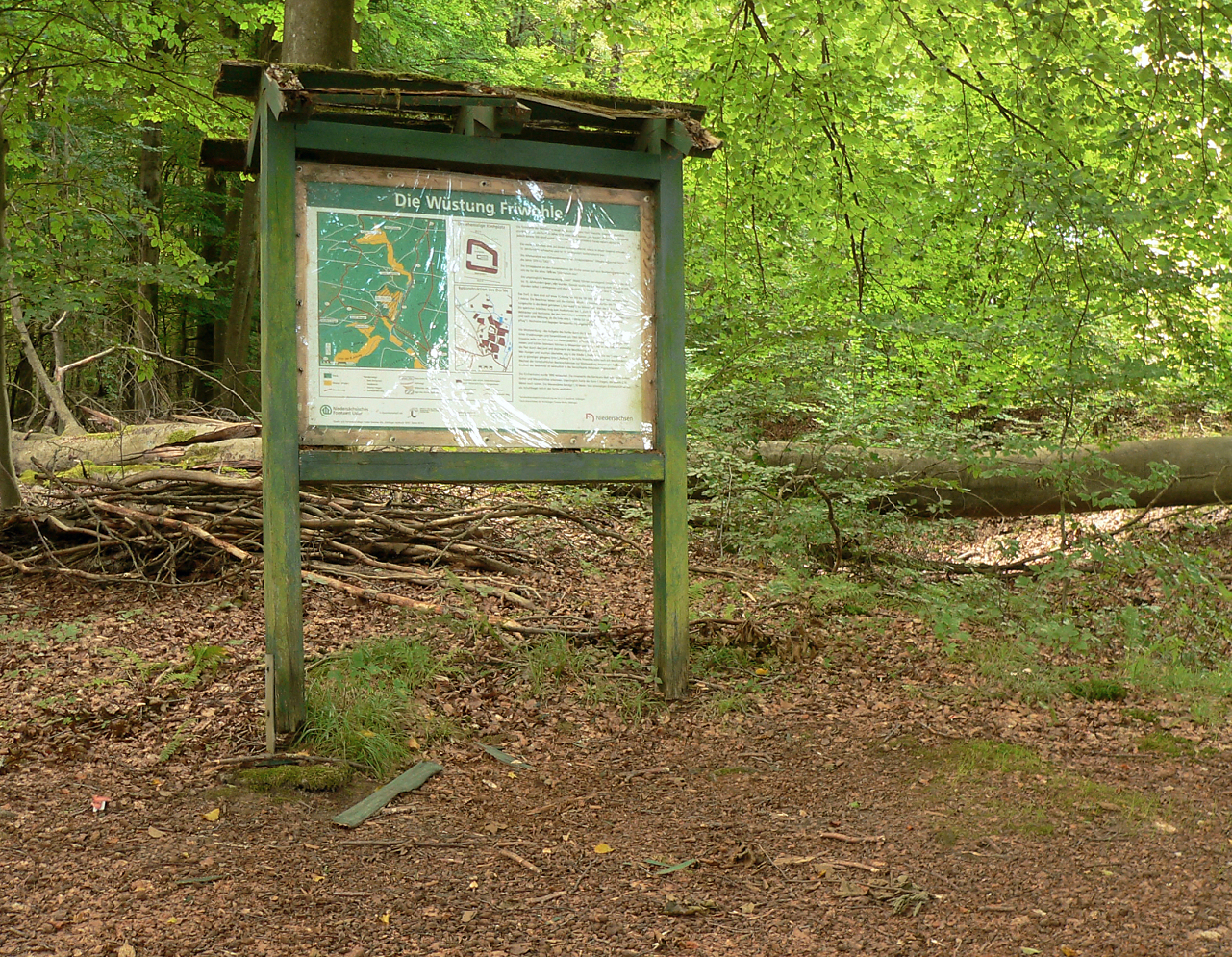
Infotafel an der Kirche
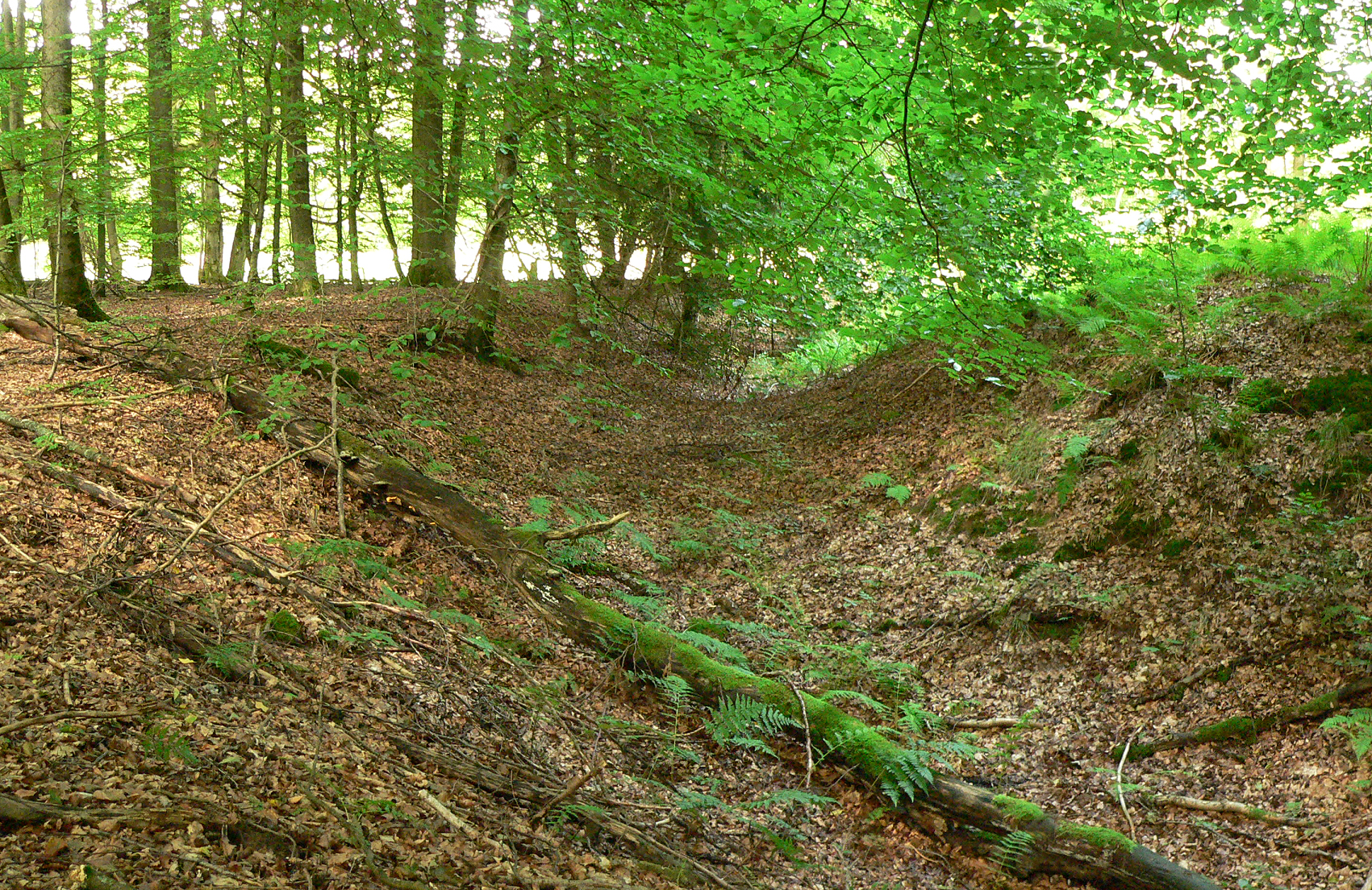
Der Graben um die Kirche
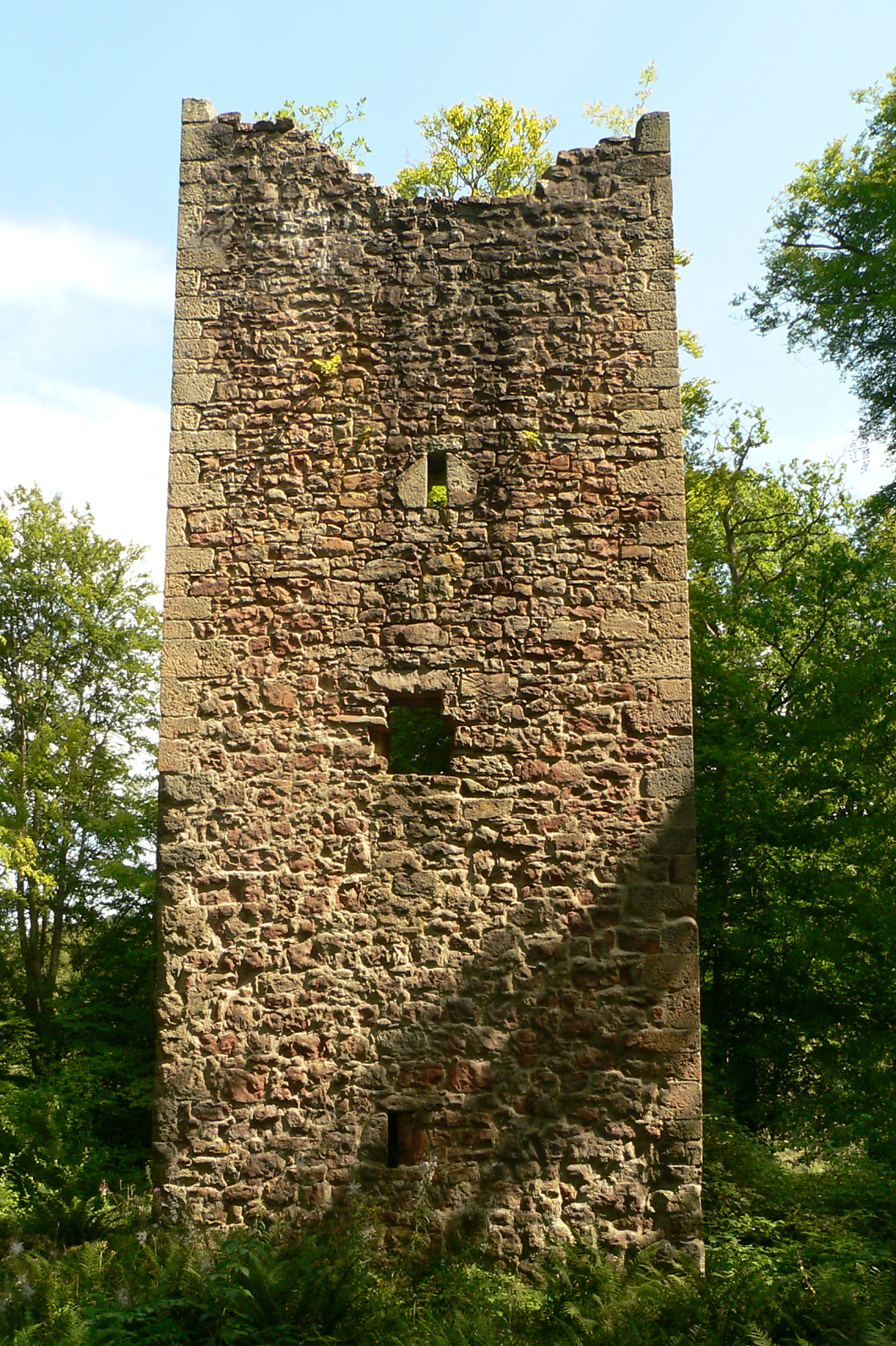
Kirchturm
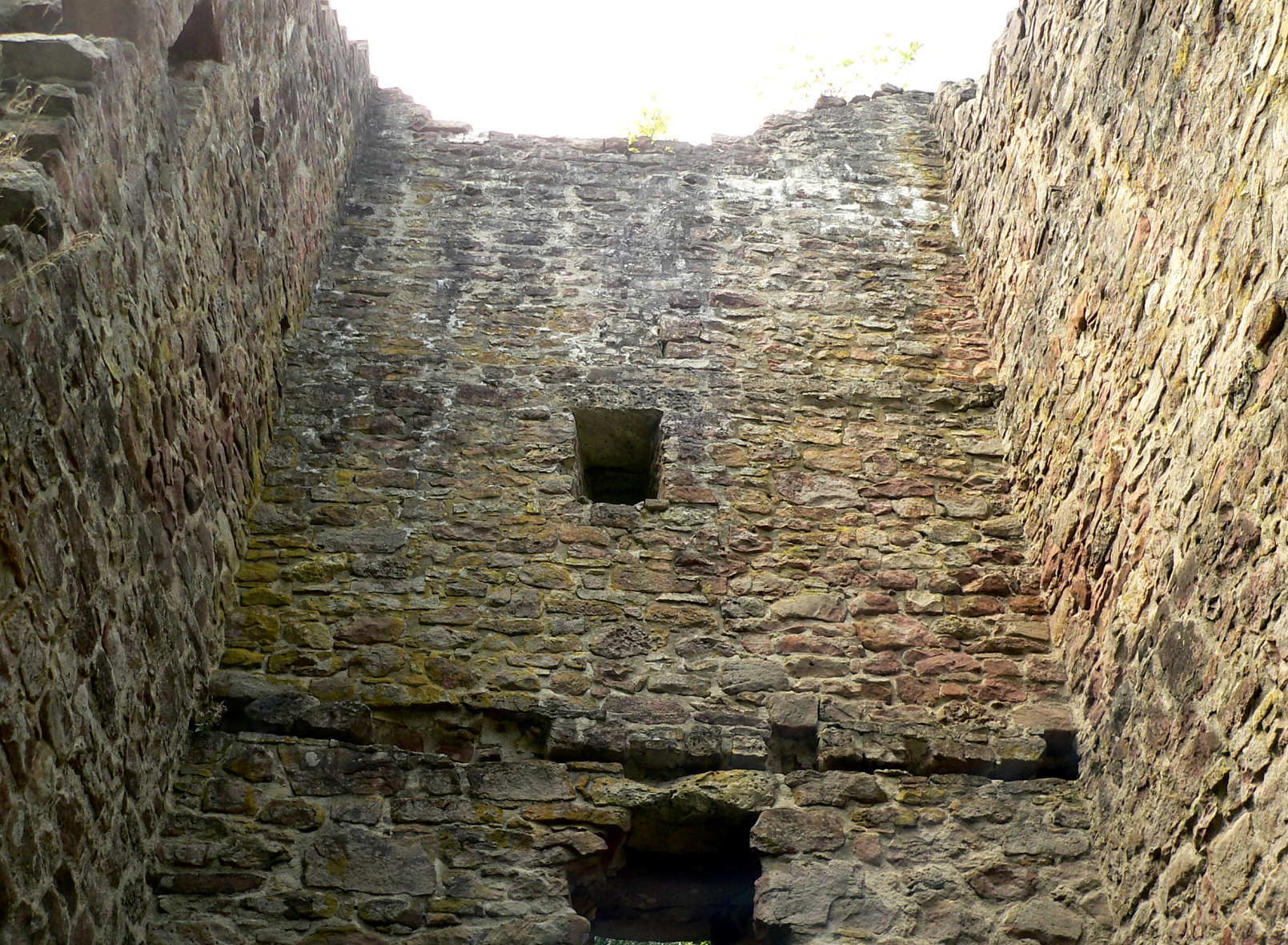
Innenbereich des Kirchturms
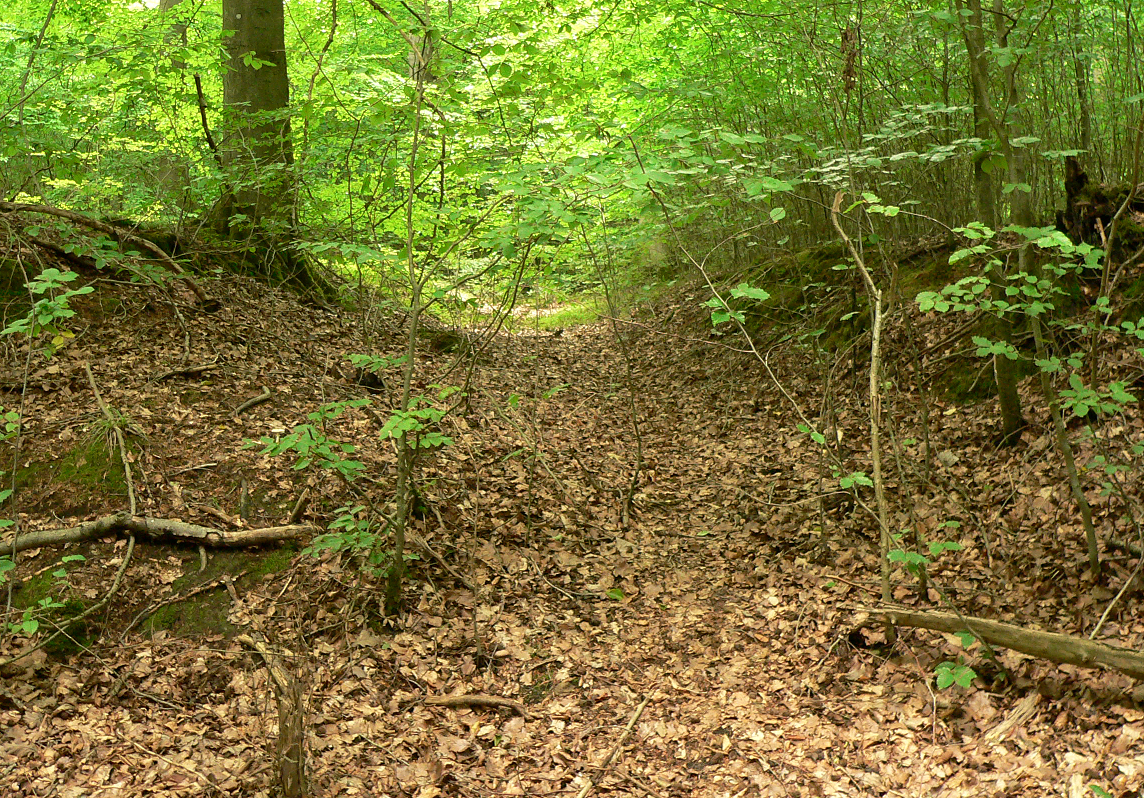
Hohlweg nahe der Wüstung

## Geschichte
Die Siedlung wurde 1318 erstmals als Vredewolt erwähnt. Später wurde sie auch als Freyenwalde, Friedenwald, Freudenwald oder Friwohle bezeichnet. Wann die Siedlung wüst fiel, ist nicht bekannt. Einige Angaben sprechen davon, dass sie in den Fehden der Göttinger mit den Hardegsern (1466 bis 1486) zerstört wurde. Im Jahre 1354 bestand sie noch, denn aus der Zeit ist eine beabsichtigte Verpfändung des Dorfes von den Herren von Rosdorf an die von Adelebsen schriftlich überliefert. Das Amtsregister von Hardegsen spricht im Jahre 1586 davon, dass die Hettenser den Wiesenzins von der wüsten Dorfschaft Freyenwalde entrichtet hätten. In den Kirchenbüchern von Ellierode in der zweiten Hälfte des 16. Jahrhunderts ist ebenfalls vermerkt, dass Friwohle zu dem Zeitpunkt nicht mehr existierte. Gegen die These der Aufgabe der Siedlung zur Zeit der Städtefehde 1466–1486 spricht die Nennung der Kirche Fredewolt aus dem Jahre 1519. Unter Annahme der Existenz der Siedlung zu diesem Zeitpunkt lässt sich vermuten, dass der Ort durch den Braunschweiger Herzog Heinrich den Jüngeren am 3. August 1553 zerstört wurde. Seine Absicht bestand darin, in das Fürstentum Göttingen einzudringen und den Bewohnern den Treueid abzunehmen.
Eine andere Betrachtungsweise geht von einem anderen Grund aus und greift auf das Beispiel der „Fehlsiedlungstheorie“ zurück. Danach wurde die Siedlung aufgrund der schlechten Bodenbeschaffenheit von den Bewohnern aufgegeben. Die Böden bestehen vorwiegend aus Gestein, Lehm, Ton und Sand. Ackerbau war nur bedingt möglich, die Bauern waren daher auf Viehzucht angewiesen, was auf längere Zeit sich als unrentabel herausstellte.